# Phyllanthus coalcomanensis
Phyllanthus coalcomanensis är en emblikaväxtart som beskrevs av Léon Camille Marius Croizat. Phyllanthus coalcomanensis ingår i släktet Phyllanthus och familjen emblikaväxter. Inga underarter finns listade i Catalogue of Life.